# 虎让乡
虎让乡，是中华人民共和国四川省达州市达川区下辖的一个乡镇级行政单位。

## 行政区划
虎让乡下辖以下地区：
街道社区、桥沟村、玉皇村、庙垭村、虎溪村、罗庙村、吊岩子村、龙岗村、七行村、马鞍村、团宝村和陵江村。